# Daltonia mac-gregorii
Daltonia mac-gregorii är en bladmossart som beskrevs av Brotherus 1898. Daltonia mac-gregorii ingår i släktet Daltonia och familjen Daltoniaceae. Inga underarter finns listade i Catalogue of Life.